# 庄泳
莊泳（1972年8月10日—），上海人，中国女子游泳运动员，是中国泳坛九十年代的“五朵金花”之一。目前生活在上海。

## 生平
莊泳7岁起入卢湾区体校，1984年入选上海市游泳队，1986年入选国家游泳队。她一共参加了两届奥运会。在1988年奥运会女子100自由泳比赛获得银牌，是中国游泳运动员在奥运会上奖牌的“零的突破”。在1992年巴塞罗那奥运会，她夺得100米自由泳的金牌，也是中国在奥运会游泳比赛上获得的首枚金牌。

## 家庭及其他
莊泳小时候名字叫莊蓉。由于她对游泳着迷，母亲干脆把她的名字也改了，由“莊蓉”改为“莊泳”。
莊泳奪冠與退役后进军演艺界，先去香港发展，並結識了香港的前籃球運動員及體育記者劉勇，後來二人結婚。1995年起担任香港凤凰卫视音乐节目主持人，亦客串過幾部電影。由於97問題，二人後來移居新加坡，但在取得居留權後，二人很快便離婚。因此，在香港有傳言莊泳是為了外國居留權而結婚，但庄泳贵为奥运冠军，取得外国居留权应该不是难事。亦因此雖然莊泳回歸前在香港很受歡迎，二人離婚後她在香港就不再有任何公開活動，亦未有向其他人提及這一段婚姻。
1998年，离婚后的莊泳返回上海，與朋友合办了上海郁金香广告有限公司。莊泳現時的丈夫是当年的队友、有泳坛“白马王子”美譽的游泳名将沈坚强，曾在世界大学生运动会上获得金牌，如今在上海开了三家游泳俱乐部。二人於2002年在美国拉斯维加斯结婚，現時育有一子。她毕业于上海交通大學管理学院的CEO总裁研究生班。

## 愛好
莊泳的爱好是收藏手錶，她总共收藏了300多只手錶。

## 電影演出
- 橫紋刀劈扭紋柴 (1995) 飾  康泳
- 全職大盜 (1998)
- 豹妹 (1998)

## 外部連結
- 【冠军访谈】庄泳（2003年） （页面存档备份，存于）